# Conte di Cavour-klasse
De Italiaanse Conte di Cavour-klasse bestond uit drie slagschepen, de Conte di Cavour, Giulio Cesare en Leonardo da Vinci. De schepen werden gebouwd tussen 1910 en 1915. De Leonardo da Vinci ging ten onder tijdens de Eerste Wereldoorlog. De overige twee slagschepen werden in de jaren dertig aanzienlijk verbouwd en hebben ook tijdens de Tweede Wereldoorlog dienstgedaan bij de Regia Marina. De Conte di Cavour werd de slag van Tarente op 12 november geraakt door een Britse torpedo en is gezonken. Zij werd gelicht, maar heeft geen bijdrage meer geleverd aan de strijd. De Giulio Cesare werd na de oorlog aan de Sovjet-Unie overgedragen als onderdeel van de herstelbetalingen. Onder de naam Novorossiysk kwam zij in de vaart, maar zonk in 1955 door een ontploffing. Hierbij verloren meer dan 600 Sovjet opvarenden het leven.

## Algemeen

Tekening met hoofdbewapening Conte di Cavour-klasse

Van alle drie de slagschepen werd de kiel gelegd in 1910 en ze werden aan de marine geleverd in 1914 en 1915. De hoofdbewapening bestond uit 13 305/46 mm-kanonnen verdeeld over vijf geschuttorens. Twee hiervan waren opgesteld voor de brug, twee op het achterdek en een toren midscheeps. Het pantser was maximaal 280 mm dik in de romp en 111 mm op het dek. De schepen hadden een waterverplaatsing van circa 25.000 ton. De op steenkool gestookte stoomketels dreven vier schroeven aan. Het vermogen lag op 31.000 pk en het bereik op 4.800 zeemijl bij een snelheid van 10 knopen.
| Naam              | Kiel gelegd  | Tewaterlating    | In dienst    | Einde                       |
| ----------------- | ------------ | ---------------- | ------------ | --------------------------- |
| Conte di Cavour   | 1910         | 10 augustus 1911 | 6 april 1915 | gesloopt in 1948            |
| Giulio Cesare     | 24 juni 1910 | 15 oktober 1911  | 7 juni 1914  | gezonken op 29 oktober 1955 |
| Leonardo da Vinci | 18 juli 1910 | 14 oktober 1911  | 17 mei 1914  | gezonken op 2 augustus 1916 |

## Conte di Cavour
De Conte di Cavour was vernoemd naar de Italiaanse politicus graaf Camillo Benso di Cavour. Ze werd in 1915 in dienst gesteld bij de marine en had als thuishaven Tarente in het zuiden van Italië. Tijdens de Eerste Wereldoorlog werd het schip nauwelijks ingezet.
In 1928 werd de bewapening van het schip verwijderd, maar vijf jaar later werd het naar Triëst gebracht voor een uitgebreide verbouwing. De Italiaanse marine zag haar machtsbasis in de Middellandse Zee verzwakken door een Frans nieuwbouwprogramma. Vanwege geldgebrek werd besloten twee oude slagschepen te verbouwen, hetgeen aanzienlijk goedkoper was dan vervangende nieuwbouw.

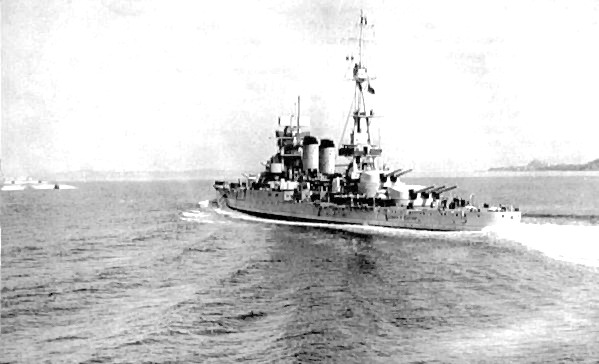
Conte di Cavour na de verbouwing in 1938

De verbouw was zeer ingrijpend; circa 60% van de structuur van het schip werd aangepast. Het werd verlengd, de bewapening veranderde, de opbouw werd vernieuwd en er werden nieuwe motoren geïnstalleerd met een groter vermogen. Ondanks de grotere waterverplaatsing nam de maximale vaarsnelheid aanzienlijk toe. De geschuttoren midscheeps werd verwijderd om ruimte te maken voor een grotere opbouw. De hoofdbewapening ging van 13x 305 mm naar 10x 320 mm en het maximale bereik van deze kanonnen was zo'n 28 kilometer. Er waren verder 12 kanonnen van 120/50 mm verdeeld over zes geschuttorens; aan beide zijden van het schip waren er drie geplaatst. Ze konden een granaat van 23 kilogram 22 kilometer ver schieten. Verder werd de luchtdoelgeschut sterk verbeterd; er kwamen 37 mm-snelvuurkanonnen met een vuursnelheid van 120 granaten per minuut. Deze hadden een massa van 1,4 kilogram en een maximaal bereik van 5.000 meter.
Na vier jaar was in 1937 de verbouwing klaar en het slagschip werd weer in dienst gesteld. In 1939 speelde het een rol bij de invasie van Albanië. Op 9 juli 1940 was het betrokken bij de Slag bij Punta Stilo, maar heeft daar geen schoten afgevuurd. Korte tijd later, tijdens de Slag van Tarente in december 1940, zonk het schip na geraakt te zijn door een Britse torpedo. Het werd in 1941 gelicht en naar Triëst gebracht voor reparaties, maar heeft niet meer deelgenomen aan acties. Op 10 september 1943 namen de Duitsers het schip over, maar het werd aan het lot overgelaten na geallieerde bombardementen op 20 februari 1945. Op 27 februari 1947 werd besloten het schip te slopen.

## Giulio Cesare

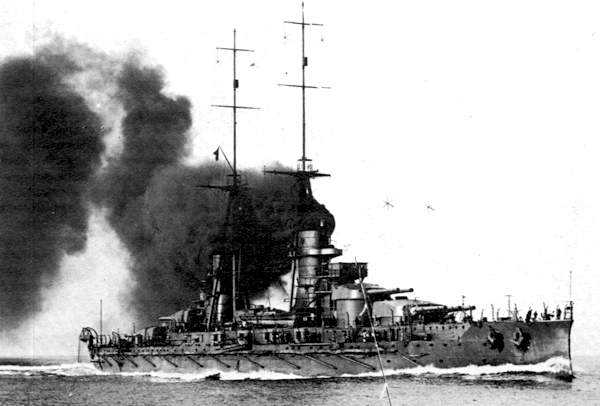
Giulio Cesare in 1914

Net als de Conte di Cavour werd het schip tijdens de Eerste Wereldoorlog nauwelijks ingezet. Tussen 1928 en 1933 werd het gebruikt voor de training van kanonniers en vanaf 1933 onderging het eenzelfde verbouwing als haar zusterschip Conte di Cavour. Op 3 juni 1937 kwam het schip weer in de vaart.
Tijdens de Tweede Wereldoorlog nam het ook deel aan de Slag bij Punta Stilo. Hier werd het op het achterdek getroffen door een 381 mm-granaat van HMS Warspite. De Giulio Cesare en de Warspite waren 24 kilometer van elkaar verwijderd toen de granaat insloeg, een record in de maritieme geschiedenis.
Ze nam nog deel aan diverse acties om Britse konvooien te verhinderen Malta, Griekenland of Alexandrië te bereiken. Na 1942 werd haar optreden sporadisch vanwege een tekort aan brandstof.

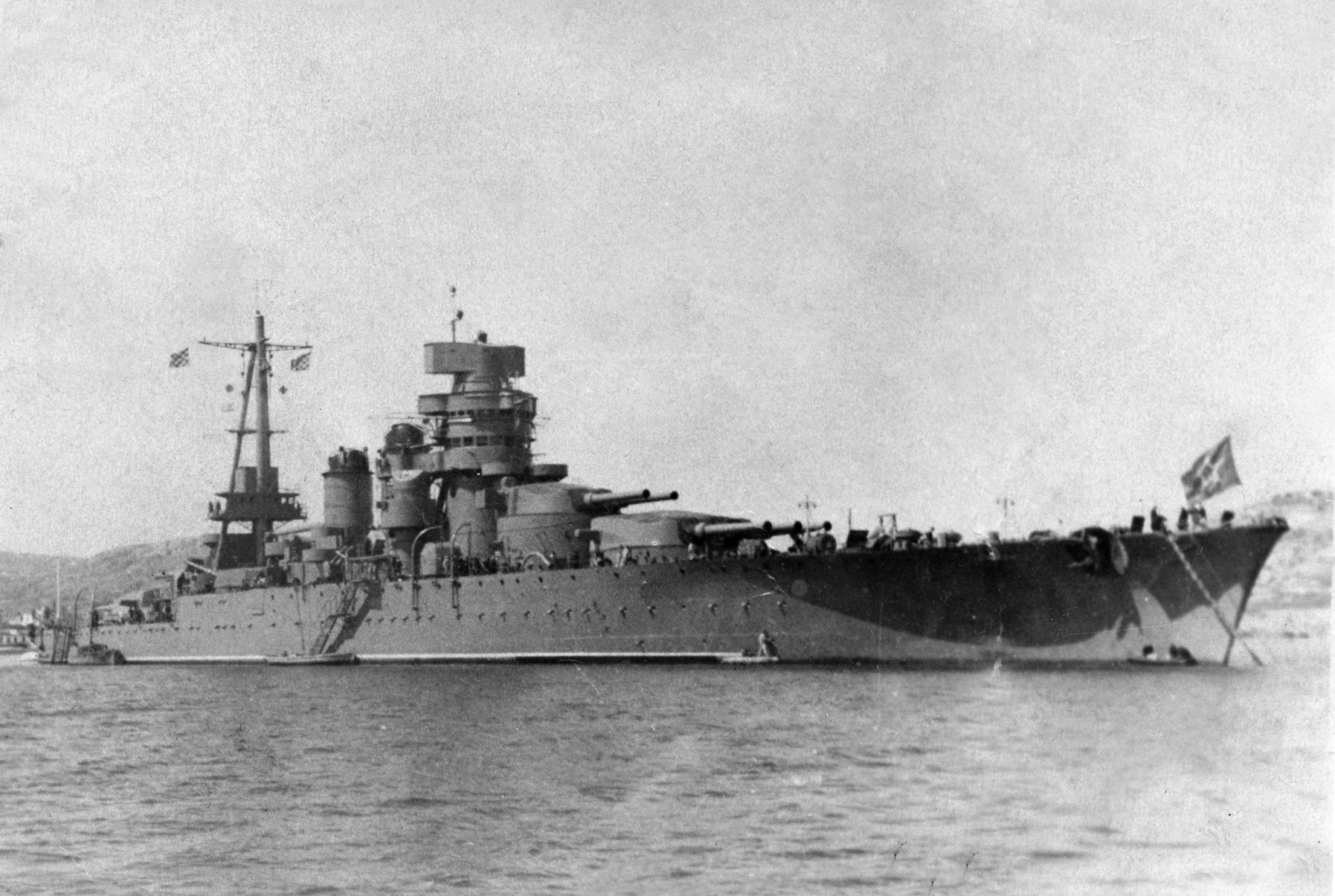
Novorossiysk afgemeerd in 1950

In 1949 werd het schip overgedragen aan de Sovjet-Unie als onderdeel van de herstelbetalingen. De marine van de Sovjet-Unie gaf het schip de naam Novorossiysk en het werd het vlaggenschip van de Zwarte Zeevloot. Op 29 oktober 1955 lag het schip in de haven bij Sebastopol, op zo'n 300 meter van de kust. Om 01:30 was er een zware ontploffing onder de waterlijn. Bijna drie uur na de ontploffing sloeg het schip om en 18 uur later was het volledig onder de zeespiegel verdwenen. Er kwamen 609 mensen om het leven. Het schip lag in ondiep water; de commandant achtte een volledig verlies van het schip onmogelijk waardoor het bevel om het schip te verlaten niet werd gegeven. Vanwege de Koude Oorlogspanningen werd het ongeval lange tijd stilgehouden en pas in jaren tachtig werd het in het Westen bekend.

## Leonardo da Vinci
De bouw van de Leonardo da Vinci werd afgerond op 17 mei 1914. Op 2 augustus 1916 lag zij in de haven van Tarente toen zij door een explosie tot zinken werd gebracht. Hierbij kwamen circa 250 mensen om het leven. Destijds werd gezegd dat duikers van Oostenrijk-Hongarije de explosie veroorzaakt hadden, ook al ontbrak daarvoor het bewijs. Tegenwoordig wordt vermoed dat instabiele springstof in een munitiemagazijn tot ontploffing was gekomen. Het schip werd nog gelicht, maar reparaties werden nauwelijks uitgevoerd. In 1923 werd zij verkocht aan een sloper.

## Naslagwerk
- (en)  McLaughlin, Stephen (2007). Jordan, John. ed. The Loss of the Battleship Novorossiisk. Warship 2007. Londen: Conway. p. 139-152. ISBN 978-1-84486-041-8.